# Das Geheimnis der verwunschenen Höhle
Das Geheimnis der verwunschenen Höhle (Originaltitel: Darby O’Gill and the Little People) ist ein US-amerikanischer Fantasyfilm aus dem Jahr 1959 mit Albert Sharpe in der Titelrolle des Darby O’Gill. Die im ländlichen Südirland des 19. Jahrhunderts spielende Geschichte basiert auf den „Darby O’Gill“-Erzählungen von Herminie Templeton Kavanagh. Produzent Walt Disney setzte damit den Leprechauns der irischen Sagen- und Märchenwelt ein filmisches Denkmal. Regie führte Robert Stevenson.

## Handlung
Darby O’Gill liebt nichts mehr, als im Wirtshaus und anderswo von seinen Erlebnissen mit den Leprechauns zu erzählen, die er erlebt haben will. Besonders stolz ist er auf seine Bekanntschaft mit Brian Connors, dem 5000 Jahre alten König der „kleinen Leute“. Darüber vernachlässigt er zunehmend seine Tätigkeit als Gutsverwalter für den wohlhabenden Lord Fitzpatrick. Dieser reagiert darauf und möchte den alternden Darby in den Ruhestand versetzen. Als seinen Nachfolger hat der Lord den jungen Michael McBride aus Dublin vorgesehen.
Weil Darby sich große Sorgen um die Zukunft seiner unverheirateten Tochter Katie macht und auch seinen sozialen Status in der Dorfgemeinschaft nicht verlieren möchte, verschweigt er die Entscheidung des Lords zunächst allen. Da er Michael zudem gerne an der Seite seiner Tochter sähe, betätigt er sich vorsichtig als Ehevermittler. Doch beißt er damit bei Katie auf Granit. Der einzige, der ihm helfen kann, ist sein alter Freund Brian Connors. Es gelingt Darby, das Zwergenvolk aufzuspüren, König Brian mit einem Trick gefangen zu nehmen und ihm die Erfüllung dreier Wünsche abzupressen.
Beinahe ist es König Brian schließlich gelungen, Katie und Michael zusammenzubringen, als der eifersüchtige Pony Sugrue Katie von Michaels Einstellung als neuer Gutsverwalter erzählt. Vor Wut schäumend sagt sie sich daraufhin von Michael los. Bei der Verfolgung eines fortgelaufenen Pferdes stürzt sie und schlägt mit dem Kopf auf, wobei sie sich so schwer verletzt, dass sie alsbald im Sterben liegt. Schon klagt eine Banshee vor Darbys Haus und die „Costa Bower“ (gälisch cóiste-bodhar), die finstere Todeskutsche, rollt vom Himmel herab. In wilder Panik lässt Darby seinen dritten und letzten Wunsch in Erfüllung gehen: Er will an Stelle Katies in die Todeskutsche einsteigen, die, einmal ausgesandt, nicht leer zurückkommen kann. In der Kutsche schafft Darby es dann mit einem Trick, König Brian noch einen vierten Wunsch abzuluchsen – und ein solcher macht ja bekanntlich die vorherigen drei ungeschehen. So kommt der gewitzte Darby wieder zurück auf die Erde, kann weiter seine Geschichten von seinen Freunden, den „kleinen Leuten“ erzählen, Michael und Katie heiraten und König Brian hat wieder seine Ruhe.

## Produktionsgeschichte
Als Walt Disney Mitte der 1940er-Jahre die Erzählungen um Darby O’Gill von Herminie Templeton Kavanagh entdeckte, begann er umgehend mit ersten Planungen für eine Verfilmung. 1946 schickte er eine Reihe seiner Künstler für Vorstudien nach Irland und erteilte 1947 dem Schriftsteller und Drehbuchautor Lawrence Edward Watkin den Auftrag, aus der Vorlage ein Drehbuch zu erarbeiten. Als Disney im Dezember 1948 dann selbst Irland – das Land seiner Vorfahren – besuchte, kündigte er das Filmprojekt unter dem Arbeitstitel The Little People auch öffentlich an. Als Darsteller der Titelrolle hatte er schon damals den irischen Schauspieler Albert Sharpe im Sinn, den er in den 1940er-Jahren in einer Bühnenproduktion des Musicals Finian’s Rainbow gesehen hatte. Als der Film eine Dekade später dann endlich in Produktion ging, erinnerte sich Disney an Sharpe. Der war zwar zu dieser Zeit bereits im Ruhestand, wollte sich diese Chance auf eine Hauptrolle aber nicht entgehen lassen und sagte zu.
Für Sean Connery in der Rolle des „Michael McBride“ war Das Geheimnis der verwunschenen Höhle der erste Hollywood-Film überhaupt – und zudem einer der wenigen Filme, in denen er auf der Leinwand als Sänger zu hören war. Während Connery von Disney nach Abschluss der Dreharbeiten keine weiteren Filmangebote erhielt, war Janet Munro, die Darstellerin der „Katie O’Gill“, anschließend noch in drei weiteren Filmen des Studios zu sehen. Neben Sharpe bestand auch die übrige Besetzung, die Disney auswählte, fast durchweg aus irischen Darstellern, da der Produzent ausdrücklich einen deutlichen irischen Akzent bei den Darstellern wünschte. Jack MacGowran, der König Brians rechte Hand „Phadrig Oge“ spielte, sprach in allen seinen Szenen im Film sogar ausschließlich Gälisch.
Gedreht wurde allerdings nicht vor Ort in Irland, sondern komplett in Kalifornien. Der Spezialeffekt-Experte Peter Ellenshaw sorgte mit einer großen Zahl von Matte-Painting-Aufnahmen dafür, dass der Eindruck einer typisch südirischen Landschaft entstand. Die größte Herausforderung war jedoch, das Zusammenspiel von normal großen Menschen und den etwa einen halben Meter großen Leprechauns, den „kleinen Leuten“, glaubwürdig zu bewerkstelligen. Da keine Matte-Linsen diese Illusionen ramponieren sollten, wollten Ellenshaw und der ebenfalls für die Spezialeffekte hauptverantwortlich zuständige Eustace Lycett auf jeden Fall vermeiden, verschiedene Filmstreifen von getrennt voneinander gefilmten Schauspielern übereinander zu kopieren.
Daher entwickelten sie eine Aufnahmetechnik, die so genannte „forced perspective“ („erzwungene Perspektive“). Diese macht sich den Umstand zunutze, dass das menschliche Auge aufgrund der Zweidimensionalität des Filmbildes nicht erkennen kann, wie weit Dinge oder Personen wirklich voneinander entfernt sind, solange sich die Kamera oder die gefilmten Objekte nicht aufeinander zubewegen. Um nun den Eindruck zu erzeugen, dass ein normal großer Mensch mit einem Leprechaun im Heinzelmännchen-Format interagiert, wurde der Mensch (Darby O’Gill) mit einem Teil der Ausstattung im Vordergrund der Szenerie drapiert, der Leprechaun (König Brian) hingegen in vierfacher Entfernung mit einer bildgenau „passenden“, vierfach vergrößerten Ausstattung im Hintergrund. Entsprechende Markierungspunkte halfen den Schauspielern dabei, trotz der Entfernung unter Einhaltung der korrekten Blicklinie zusammenzuspielen. Für diese Szenen konstruierte Ub Iwerks zusammen mit dem Ingenieur Bob Otto eine Kamera mit Knotenpunkt-Perspektive (engl. „nodal-point perspective camera“). Diese Spezialkamera erzeugte aus den zwei unterschiedlichen Sets eine nahtlos kombinierte Gesamtaufnahme.
Die „Forced-Perspective“-Technik bedingte nicht nur ein sehr großes Filmset für den benötigten Abstand zwischen den Personen, sondern diese Distanz musste auch entsprechend ausgeleuchtet werden, um ein durchgehend tiefenscharfes Filmbild zu erhalten. Dafür war enorm viel Licht nötig. Die Disney-Techniker bauten eigens einen neuen Soundstage auf dem Studiogelände und statteten diesen mit 649 Filmscheinwerfern aus, um für die Aufnahmen mit einer entsprechenden Beleuchtung gerüstet zu sein. Als diese Lampen alle gleichzeitig eingeschaltet wurden, verursachte dies einen Stromausfall in Burbank. Die Stadt wies daraufhin ein Elektrizitätsunterwerk an, genug Strom für die Lampen zu liefern. Wegen der großen Hitzeentwicklung wurden zahlreiche Klimaanlagen aufgebaut, um den Set zu kühlen. Auch die Feuerwehr der Stadt war in Alarmbereitschaft für den Fall, dass es mit der Elektrik irgendwelche Probleme geben sollte, was jedoch nicht eintrat.
Ellenshaw und Lycett verließen sich jedoch nicht allein auf die „Forced-Perspective“-Effekte, die so gut wie keine Kamerabewegungen zuließen und auf Dauer für die Zuschauer wahrscheinlich durchschaubar gewesen wären, sondern variierten die Trickszenen durch Anwendung des Schüfftan-Verfahrens – etwa in der Szene, in der Darby die Höhle betritt und zwischen den Leprechauns hindurchschreitet –, Rückprojektionen und Einbeziehung von Puppen sowie Matte-Gemälden. So entstanden verblüffende Szenen, wenn etwa die Leprechauns rund um den Geige spielenden Darby herumtanzen und später auf den Rücken ihrer kleinen Pferde um seine Füße galoppieren. Bei den flirrenden Effekten in der Banshee-Sequenz kamen Solarisations-Tricks zum Einsatz, und bei der vom Himmel herabfahrenden Todeskutsche samt kopflosem Kutscher handelte es sich um Animationssequenzen, für die Joshua Meador verantwortlich zeichnete. Um die komplizierten Aufnahmen technisch und logistisch korrekt abzuwickeln, bedienten sich die Disney-Filmleute wie üblich eines vorab exakt festgelegten Storyboards.
Disney setzte alles daran, dass der fertige Film so realistisch wie möglich wirkte und die Zuschauer glaubten, tatsächlich Leprechauns gesehen zu haben. Sogar in einem Fernseh-Special über die Dreharbeiten, dem am 29. Mai 1959 ausgestrahlten I Captured the King of the Leprechauns, wurde nichts über die Trickeffekte verraten, sondern die „Forced-Perspective“-Technik erneut eingesetzt, um zu vermitteln, dass Walt Disney bei einem Besuch in Irland tatsächlich Darby O’Gill und König Brian getroffen und sie zu den Dreharbeiten nach Kalifornien eingeladen habe. Diesen Passagen war in der Show ein Besuch Disneys bei dem irischstämmigen Schauspieler Pat O’Brien vorangestellt, bei dem dieser Disney über irische Folklore und Traditionen aufklärt. Und im Vorspann des fertigen Kinofilms wurde eigens eine Danksagung Disneys an die „kleinen Leute“ untergebracht:

„My thanks to King Brian of Knocknasheega and his Leprechauns, whose gracious co-operation made this picture possible. (Mein Dank gilt König Brian von Knocknasheega und seinen Leprechauns, deren wohlwollende Mitwirkung diesen Film möglich gemacht hat.)“

Drehbuchautor Lawrence Edward Watkin und Komponist Oliver Wallace schrieben für den Film zudem zwei Lieder, The Wishing Song, im Film gesungen von Albert Sharpe und Jimmy O’Dea, und Pretty Irish Girl, gesungen von Sean Connery und Janet Munro. Es ist dies eines der wenigen Male, dass Connery auf der Leinwand singend zu erleben ist.
Während der Dreharbeiten kamen nicht alle Schauspieler gleich gut mit der Arbeitsweise von Regisseur Stevenson zurecht, der die Angewohnheit hatte, Szenen bis zu zwanzig Mal in verschiedenen Fassungen drehen zu lassen und daraus dann die beste herauszusuchen. Für Schauspieler wie Sharpe stellte dies eine gute Gelegenheit dar, originelle Improvisationen einzubringen, während diese Art des Vorgehens für andere Darsteller sehr ermüdend war. Kieron Moore meinte über Stevenson gar: „Man kann wirklich nicht behaupten, daß er vor Einfällen platzte.“
Walt Disney hingegen war mit Stevensons Leistung – es war sein erster großer Film für das Studio – sehr zufrieden und vertraute ihm in den folgenden Jahren bei so gut wie allen wichtigen Spielfilmen die Regie an, vor allem bei den Stoffen mit fantastischem Einschlag.

## Premieren
Die Weltpremiere war am 24. Juni 1959 in Irlands Hauptstadt Dublin, der US-Start dann am 26. Juni 1959. In Japan lief der Film am 26. März 1960 an. In Deutschland hingegen kam er gar nicht in die Kinos. Erst im Juni 1987 wurde erstmals eine deutsche Synchronfassung auf Video veröffentlicht, in der Manfred Lichtenfeld Albert Sharpe synchronisierte und Gudo Hoegel für Sean Connery sprach. Die deutsche Fernseh-Erstausstrahlung des Films war am 18. Dezember 1994 auf RTL.

## Rezeption
Als Darby O’Gill and the Little People im Sommer 1959 in die Kinos kam, reagierte nicht nur die Fachkritik wenig enthusiastisch (siehe unter „Kritik“), sondern der Film fand auch beim Publikum bei weitem nicht den Anklang, den sich die Disney-Studios erhofft hatten. So sorgte der Umstand, dass der Film eine der unheimlichsten Momente enthält, die je in einem Disney-Film zu sehen waren, wie Jahrzehnte zuvor schon bei den Hexenszenen in Schneewittchen und die sieben Zwerge, für erhebliche Irritationen. Die Szenen mit der wehklagenden Banshee und der unheimlichen Todeskutsche verängstigten viele Kinder so sehr, dass sie an dieser Stelle vor Schreck sogar den Kinosaal verließen. Als weitere Ursachen für den Misserfolg an der Kinokasse wurden die als allzu exotisch empfundene irische Märchenwelt, vor allem aber die heftigen irischen Akzente und gälischen Passagen ausgemacht. Alsbald kam daher im Studio der Vorschlag auf, die „unverständlichen“ Szenen nachzusynchronisieren und damit das allzu Irische etwas zu glätten. Disney untersagte jedoch derartige Veränderungen ausdrücklich. Nach seinem Tod wurde der Film dann aber schließlich doch stellenweise nachsynchronisiert, um ihn für die Wiederaufführungen in den Jahren 1969 und 1977 „verständlicher“ zu machen (für die späteren DVD-Fassungen wurde jedoch wieder der Originalton restauriert). Doch auch solche Änderungen verhalfen dem Streifen nicht zu größerer Popularität; die Internet Movie Database (IMDb) gibt das gesamte Einspielergebnis für die USA mit 8,336 Millionen Dollar an.
Disney war von der Reaktion des Publikums sehr enttäuscht, zumal im gleichen Jahr auch Dornröschen (Sleeping Beauty), Disneys bis dahin aufwendigster Zeichentrickfilm, weit hinter den Erwartungen zurückblieb. Hingegen spielte die im Verhältnis zu Das Geheimnis der verwunschenen Höhle simple, für weniger als eine Million Dollar in Schwarzweiß abgedrehte Fantasy-Spielfilmkomödie Der unheimliche Zotti (The Shaggy Dog) auf Anhieb mehr als acht Millionen Dollar ein. Gerade mit letzterem Film hatten die Disney-Studios eine Formel gefunden, die nicht nur in den Filmen der 1960er-Jahre regelmäßig variiert oder wiederholt wurde, sondern auch in jedem Jahrzehnt zu einem Remake derartiger Filme führte. Anspruchsvolle Fantasyfilme auf dem Niveau von Das Geheimnis der verwunschenen Höhle nahm das Studio indes nur noch sporadisch in Angriff. Diese inszenierte dann in aller Regel ebenfalls Robert Stevenson, wie etwa Mary Poppins (Mary Poppins, 1964). 1967 brachten die Disney-Studios mit Abenteuerliche Reise ins Zwergenland (The Gnome-Mobile) nochmals einen ganz ähnlich gelagerten Film in die Kinos, der diesmal aber in den heimischen kalifornischen Redwood-Wäldern spielte. In dem wiederum von Stevenson inszenierten Film ging es um ein Zwergenvolk, dessen Wald von Abholzung bedroht ist.
Während Das Geheimnis der verwunschenen Höhle bis heute kein großer Publikumshit des Disney-Studios ist, haben ihm Regisseure – zumal des fantastischen Kinos – und Spezial-Effekt-Fachleute wie Richard Edlund hohe Anerkennung gezollt und die technische Pionierleistung gewürdigt. Steven Spielberg etwa bezeichnete ihn einmal als das „perfekteste Perspektivenspiel der Filmgeschichte.“. Und Peter Jackson wandte vor allem in seinem ersten „Der Herr der Ringe“-Film, Der Herr der Ringe: Die Gefährten, in den Szenen in Auenland ebenfalls die „Forced-Perspective“-Technik an, um den Größenunterschied zwischen dem Zauberer Gandalf und den Hobbits glaubhaft zu machen. Vielleicht nicht ganz zufällig ähneln zudem viele Szenen der „Der Herr der Ringe“-Trilogie, in denen die Helden mit ihren Pferden über sanfte grüne Hügel reiten einer Einstellung in Das Geheimnis der verwunschenen Höhle, in der die Leprechauns auf ihren Miniatur-Pferden über mondbeschienene Hügel davonreiten.
Auch wenn die „Forced-Perspective“-Technik aufgrund ihrer Kompliziertheit und stets mit viel Aufwand verbundenen Umsetzung nur in wenigen weiteren Filmen angewandt wurde, fanden andere der Filmtricks in Darby O’Gills alsbald Nachahmer. So wurden die Solarsations-Effekte der Banshee-/Todeskutschen-Sequenz in ganz ähnlicher Form für die Dämonen-Szenen in dem 1960 herausgebrachten Fantasyfilm Der Herrscher von Cornwall (Jack the Giant Killer) imitiert.

## Kritiken
- „‚Das Geheimnis der verwunschenen Höhle‘ ist nicht nur einer von Disneys besten Filmen, sondern sicherlich eine der besten jemals auf Film gebannten Fantasien. […] Wie viele von Disneys besten Filmen spricht auch diese Produktion mit ihrer bildlichen Schönheit, ihren großartigen Darstellungen, ihrer fröhlich trällernden Musik (die die Filmhandlung so sehr vorantreibt), und echtem Witz mehr ein älteres Publikum an als Kinder, besonders sehr junge Kinder.“ [„‚Darby O’Gill and the Little People‘ is not only one of Disney’s best films, but is certainly one of the best fantasies ever put on film. […] As with many of Disney’s best films, this production, with its visual beauty, great performances, lilting music (which propels so much of the film’s action), and genuine wit, has more appeal to older audiences than it has for children, especially very young children.“] – Leonard Maltin, The Disney Films[8]

- „Mit für die damalige Zeit faszinierenden Tricks ausgestatteter charmanter Unterhaltungsfilm nach Motiven irischer Märchen; entspannende und amüsante Unterhaltung.“ – Lexikon des internationalen Films[9]

- „Darby O’Gill ist einer der zehn besten Fantasyfilme, die je hergestellt wurden.“ („Darby O’Gill is one of the ten best fantasy films ever made.“) – Roy Frumkes, Films in Review[4]

- „Sharpes Darbietung ist eine Glanzrolle. Er profitiert von der Kombination, liebenswert, doch zugleich schwach und anfällig für Gier und Standesdünkel zu sein […] aber er stattet die Rolle mit einer wohltuend individuellen Ausdrucksweise aus, die ihn beliebt machen dürfte.“ [„Sharpe’s performance is a gem. He benefits from the combination of being lovable, yet humanly frail and prone to greed and pride […] but embellishes the role with a refreshingly individual manner of expression that should endear him.“] – Variety[10]

- „Angenehm verrückte irische Fantasie mit brillanten Tricks, aber zwischendurch auch einigem Leerlauf.“ [„Pleasantly barmy Irish fantasy with brilliant trick work but some tedium in between.“] (Wertung: 1 von 4 möglichen Sternen) – Halliwell’s Film and Video Guide 2000[11]

- „Herausragende Disney-Fantasy […] Ein absolutes Vergnügen, mit glänzenden Spezial-Effekten – und einigen wahrhaft furchterregenden Momenten neben den Schrulligkeiten.“ [„Outstanding Disney fantasy […] An utter delight, with dazzling spezial effects – and some truly terrifying moments along with the whimsy.“] (Wertung: 3½ von 4 möglichen Sternen) – Leonard Maltin’s Movie & Video Guide 1999[12]

- „[…] Diese dramaturgisch geschickt vorbereiteten und effektvoll inszenierten Schlußminuten sowie das stimmige Lokalkolorit übertünchen so manche Schwachstellen in der Handlung, die im wesentlichen von der aufgepfropften Lovestory […] herrühren. Weniger spektakulär als die Todeskutsche, aber um so verblüffender war indes das Zusammenspiel zwischen Menschen und Zwergen. […] Den Oscar sollte Ellenshaw allerdings nicht für dieses ‚perfekteste Perspektivenspiel der Filmgeschichte‘ (Steven Spielberg), sondern erst für die weitaus unvollkommenere Mary Poppins erhalten.“ – Norbert Stresau, Der Fantasyfilm[13]

- „Mr. Disney, Lawrence E. Watkin, sein Drehbuchautor, und Robert Stevenson, sein Regisseur, haben uns in ‚Darby‘ mehr Feenvolk, Legenden und irischen Akzent gegeben, als in einer lauen Sommernacht im Abbey-Theater oder in einem Salon an der Third Avenue zu hören sind. […] Jimmy O’Dea, mit rotem Kinnbackenbart, Hermelinpelz-Umhang und Krone, und seine ‚kleinen Leute‘ sind, dank der Trickfotografie, ein ausreichend niedlicher Anblick, um einen Mann dazu zu bringen, Legenden und Whisky abzuschwören.“ („Mr. Disney, Lawrence E. Watkin, his scenarist, and Robert Stevenson, his director, have given us in ‚Darby‘ more fairy folk, legends and brogue than are heard on any soft summer’s night at the Abbey Theatre or a Third Avenue saloon. […] Jimmy O’Dea, in red chin whiskers, ermine cape and crown, and his ‚little people‘ are, thanks to trick photography, a cute enough sight to make a man swear off legends and whisky.“) – A. H. Weiler, New York Times, New York, vom 1. Juli 1959[14]

- „Dies ist ein wunderbarer, trickreicher Fantasy-Film aus der Disney-Werkstatt, der nach Motiven eines irischen Märchens entstand.“ – Prisma-Online[15]

- „Das Erscheinen der Banshee und der Todeskutsche erzeugen echte Momente des Horrors und unterstreichen Disneys Fähigkeit, den Zuschauern ebenso so gut einen Schrecken einzujagen wie sie zu unterhalten.“ („The appearance of the banshee and the terrifying Death Coach provide genuine moments of horror and underline Disney’s ability to scare audiences as well as entertain them.“) – Richard Holliss und Brian Sibley: The Disney Studio Story[16]

## Auszeichnungen
Für die Rolle der „Katie“ gewann Janet Munro den Golden Globe Award als Beste Nachwuchsdarstellerin.

## Medien

### DVD-Veröffentlichung
- Das Geheimnis der verwunschenen Höhle. Buena Vista Home Entertainment 2004 (die US-DVD-Edition enthält zudem zusätzlich u. a. noch eine Rückschau auf die Dreharbeiten von Sean Connery, das Original-TV-Special I Captured the King of the Leprechauns sowie die Dokumentation „Little People, Big Effects“ über die eingesetzten Spezial-Effekte)
- Das Geheimnis der verwunschenen Höhle. Walt Disney Home Entertainment 2012